# William Bell (cantante)
William Bell, nato William Yarbrough (Memphis, 16 luglio 1939), è un cantante statunitense.

## Discografia
- 1967 – The Soul of a Bell
- 1969 – Bound to Happen
- 1971 – Wow ...William Bell
- 1972 – Phases of Reality
- 1973 – Waiting for William Bell
- 1974 – Relating
- 1977 – Coming Back for More
- 1977 – It's Time You Took Another Listen
- 1983 – Survivor
- 1985 – Passion
- 1989 – On a Roll
- 1992 – Bedtime Stories
- 2001 – A Portrait Is Forever
- 2002 – Collectors Edition
- 2006 – New Lease on Life
- 2016 – This Is Where I Live